# Жюссеран, Жан Жюль
Жан Адриан Антуан Жюль Жюссеран (Jean Adrien Antoine Jules Jusserand; [18 февраля 1855 — 18 июля 1932) — французский дипломат и литературовед, специалист по истории английской литературы.
Заведовал в министерстве иностранных дел делами Туниса, был советником посольства в Лондоне.

## Сочинения
- «le Théàtre en Angleterre depuis la conquête jusqu’aux prédécesseurs immédiats de Shakespeare» («Театр в Англии от норманского завоевания до непосредственных предшественников Шекспира» 1877);
- «les Anglais au moyen âge; la vie nomade et les routes d’Angleterre au XIV siècle» («Англичане в Средневековье: кочевая жизнь и дороги Англии XIV в.» 1884, работа о менестрелях; переводилась на английский как «English wayfaring life»);
- «le Roman anglais; origine et formation des grandes écoles de romanciers anglais du XVIII siècle» («Английский роман: происхождение и образование великих школ английских романистов XVIII в.» 1886);
- «le Roman au temps de Shakespeare» («Роман во времена Шекспира», 1888)
- «With Americans of Past and Present Days» (1916),[6] — опубликовано в США, в бытность Жюссерана послом Франции в этой стране; публикация стала основанием присуждения ему в 1917-м году Пулитцеровской премии. Жюссеран оказался не просто первым иностранцем, получившим эту престижную американскую премию, но и вообще первым, кто её получил в номинации «За книгу по истории Соединенных Штатов».

Издал «Петра Пахаря» У. Лэнгленда.